# Wahlen zum Senat der Vereinigten Staaten 1852 und 1853
Die Wahlen zum Senat der Vereinigten Staaten 1852 und 1853 zum 33. Kongress der Vereinigten Staaten fanden zu verschiedenen Zeitpunkten statt. Die Wahlen fanden parallel zur Präsidentschaftswahl 1852 statt, in der Franklin Pierce gewählt wurde. Vor der Verabschiedung des 17. Zusatzartikels wurden die Senatoren nicht direkt gewählt, sondern von den Parlamenten der Bundesstaaten bestimmt.
Zur Wahl standen die 20 Sitze der Senatoren der Klasse II, die 1846 und 1847 für eine Amtszeit von sechs Jahren gewählt worden oder später nachgerückt waren. Von diesen gehörten acht der United States Whig Party an, elf der Demokratischen Partei, einer der Free Soil Party. Fünf Demokraten und ein Whig wurden wiedergewählt, drei weitere Sitze konnten die Demokraten halten, die Whigs zwei. Zwei Sitze konnten die Demokraten von den Whigs bzw. Free Soil gewinnen, einer ging den Whigs an die Native American Party verloren, besser als Know-Nothing Party bekannt. Fünf Sitze, drei davon bisher von Whigs gehalten, zwei von Demokraten, blieben vakant, da kein Bewerber die nötige Mehrheit erhalten hatte. Zwei davon konnten die Demokraten während des 33. Kongresses für sich gewinnen, die anderen bleiben bis 1854 unbesetzt.
Vor der Wahl lag die Mehrheit der Demokraten bei 34 Sitzen im Senat, die Whigs hatten 23, vier waren Free Soiler, ein Sitz war vakant. Nach der Wahl wuchs die Mehrheit der Demokraten zunächst auf 35 Sitze, die Whigs hatten 19, Free Soil zwei und die Know-Nothing Party einen, fünf Sitze waren unbesetzt. Bis zum Beginn der Sitzungsperiode im Dezember konnten die Demokraten ihre Mehrheit auf 37 Sitze ausbauen.
Zu Veränderungen nach der Wahl siehe auch Liste der Mitglieder des Senats im 33. Kongress der Vereinigten Staaten.

## Ergebnisse

### Wahlen während des 32. Kongresses
Die Gewinner dieser Wahlen wurden vor dem 4. März 1853 in den Senat aufgenommen, also während des 32. Kongresses.
| Staat          | Amtierender Senator             | Partei   | Nachwahl   | Datum         | Ergebnis                | Neuer Senator          |
| -------------- | ------------------------------- | -------- | ---------- | ------------- | ----------------------- | ---------------------- |
| Connecticut    | vakant                          | vakant   | Klasse I   | 12. Mai 1852  | Zugewinn Demokraten     | Isaac Toucey           |
| Indiana        | Charles W. Cathcart, ernannt    | Demokrat | Klasse III | 18. Jan. 1853 | von Demokraten gehalten | John Pettit            |
| Kalifornien    | vakant                          | vakant   | Klasse I   | 30. Jan. 1852 | Zugewinn Demokraten     | John B. Weller         |
| Kentucky       | David Meriwether, ernannt       | Demokrat | Klasse III | 1. Sep. 1852  | Zugewinn Whigs          | Archibald Dixon        |
| Mississippi    | John J. McRae, ernannt          | Demokrat | Klasse I   | 17. März 1852 | von Demokraten gehalten | Stephen Adams          |
| Mississippi    | Henry S. Foote                  | Demokrat | Klasse II  | 18. Feb. 1852 | Zugewinn Whigs          | Walker Brooke          |
| South Carolina | William F. De Saussure, ernannt | Demokrat | Klasse II  | 29. Nov. 1852 | bestätigt               | William F. De Saussure |

- ernannt: Senator wurde vom Gouverneur als Ersatz für einen ausgeschiedenen Senator ernannt, Nachwahl nötig.
- bestätigt: ein als Ersatz für einen ausgeschiedenen Senator ernannter Amtsinhaber wurde bestätigt.

### Wahlen zum 33. Kongress
Die Gewinner dieser Wahlen wurden am 4. März 1853 in den Senat aufgenommen, also bei Zusammentritt des 33. Kongresses. Alle Sitze dieser Senatoren gehören zur Klasse II.
| Staat          | Amtierender Senator         | Partei    | Datum          | Ergebnis                | Neuer Senator        |
| -------------- | --------------------------- | --------- | -------------- | ----------------------- | -------------------- |
| Alabama        | Jeremiah Clemens            | Demokrat  | 1852 oder 1853 | Verlust Demokraten      | vakant               |
| Arkansas       | William K. Sebastian        | Demokrat  | 1853           | wiedergewählt           | William K. Sebastian |
| Delaware       | Presley Spruance            | Whig      | 1853           | von Whigs gehalten      | John M. Clayton      |
| Georgia        | Robert M. Charlton, ernannt | Demokrat  | 1852           | von Demokraten gehalten | Robert A. Toombs     |
| Illinois       | Stephen A. Douglas          | Demokrat  | 1852           | wiedergewählt           | Stephen A. Douglas   |
| Iowa           | George W. Jones             | Demokrat  | 1852           | wiedergewählt           | George W. Jones      |
| Kentucky       | Joseph R. Underwood         | Whig      | 1852 oder 1853 | Zugewinn Know Nothing   | John B. Thompson     |
| Louisiana      | Solomon W. Downs            | Demokrat  | 1852           | Zugewinn Whigs          | Judah P. Benjamin    |
| Maine          | James W. Bradbury           | Demokrat  | 1852 oder 1853 | Verlust Demokraten      | vakant               |
| Massachusetts  | John Davis                  | Whig      | 1853           | von Whigs gehalten      | Edward Everett       |
| Michigan       | Alpheus Felch               | Demokrat  | 1853           | von Demokraten gehalten | Charles E. Stuart    |
| Mississippi    | Walker Brooke               | Whig      | 1852 oder 1853 | Verlust Whigs           | vakant               |
| New Hampshire  | John P. Hale                | Free Soil | 1852           | Zugewinn Demokraten     | Charles G. Atherton  |
| New Jersey     | Jacob W. Miller             | Whig      | 1852 oder 1853 | Zugewinn Demokraten     | William Wright       |
| North Carolina | Willie P. Mangum            | Whig      | 1852 oder 1853 | Verlust Whigs           | vakant               |
| Rhode Island   | John Hopkins Clarke         | Whig      | 1852 oder 1853 | Verlust Whigs           | vakant               |
| South Carolina | William F. De Saussure      | Demokrat  | 1852 oder 1853 | von Demokraten gehalten | Josiah J. Evans      |
| Tennessee      | John Bell                   | Whig      | 1853           | wiedergewählt           | John Bell            |
| Texas          | Sam Houston                 | Demokrat  | 1852           | wiedergewählt           | Sam Houston          |
| Virginia       | Robert M. T. Hunter         | Demokrat  | 1852           | wiedergewählt           | Robert M. T. Hunter  |

- wiedergewählt: ein gewählter Amtsinhaber wurde wiedergewählt.

### Wahlen während des 33. Kongresses
Die Gewinner dieser Wahlen wurden nach dem 4. März 1853 in den Senat aufgenommen, also während des 33. Kongresses, der vorzeitig gewählte John J. Crittenden bei Zusammentritt des 34. Kongresses.
| Staat        | Amtierender Senator           | Partei   | Nachwahl   | Datum         | Ergebnis                | Neuer Senator          |
| ------------ | ----------------------------- | -------- | ---------- | ------------- | ----------------------- | ---------------------- |
| Alabama      | vakant                        | vakant   | Klasse II  | 29. Nov. 1853 | Zugewinn Demokraten     | Clement Claiborne Clay |
| Alabama      | Benjamin Fitzpatrick, ernannt | Demokrat | Klasse III | 12. Dez. 1853 | bestätigt               | Benjamin Fitzpatrick   |
| Kentucky     | Archibald Dixon               | Whig     | Klasse III | 1853          | von Whigs gehalten      | John J. Crittenden     |
| Louisiana    | Pierre Soulé                  | Demokrat | Klasse III | 5. Dez. 1853  | von Demokraten gehalten | John Slidell           |
| New Jersey   | Robert F. Stockton            | Demokrat | Klasse I   | 4. März 1853  | von Demokraten gehalten | John R. Thomson        |
| Rhode Island | vakant                        | vakant   | Klasse II  | 20. Juli 1853 | Zugewinn Demokraten     | Philip Allen           |

- ernannt: Senator wurde vom Gouverneur als Ersatz für einen ausgeschiedenen Senator ernannt, Nachwahl nötig.
- bestätigt: ein als Ersatz für einen ausgeschiedenen Senator ernannter Amtsinhaber wurde bestätigt.

## Einzelstaaten
In allen Staaten wurden die Senatoren durch die Parlamente gewählt, wie durch die Verfassung der Vereinigten Staaten vor der Verabschiedung des 17. Zusatzartikels vorgesehen. Das Wahlverfahren bestimmten die Staaten selbst, es war daher von Staat zu Staat unterschiedlich. Teilweise ergibt sich aus den Quellen nur, wer gewählt wurde, aber nicht wie.
Das Second Party System bestand aus den ersten Parteien im modernen Sinne in den Vereinigten Staaten, nämlich der bis heute bestehenden Demokratischen Partei und der United States Whig Party. Mit der Free Soil Party war erstmals eine abolitionistische Partei erfolgreich. Diese bestand nur wenige Jahre und ging später wie die besser als Know-Nothing Party bekannte Native American Party in der modernen Republikanischen Partei auf.